# Кэмпденское чудо
Кэмпденское чудо (англ. The Campden Wonder) — название случившегося в XVII веке события, связанного с возвращением человека, которого считали убитым. История произошла в Чиппинг Кэмпден, графство Глостершир, Англия. Подозреваемые в убийстве слуга, его мать и брат были повешены. Обстоятельства дела широко обсуждали в Англии в 1660—1662 годах.

## Исчезновение
16 августа 1660 года 70-летний приказчик сэра Баптиста Хикса Уильям Харрисон отправился из своего дома в Чиппинг Кэмпдене к соседней деревушке Чарингвос для сбора арендной платы. Не дождавшись супруга к положенному часу, его жена отправила слугу Джона Перри на поиски. Ни Харрисон, ни Перри не вернулись к утру следующего дня.
Сын Уильяма Харрисона Эдвард по пути в Чарингвос встретил слугу Джона Перри, который не смог найти своего хозяина. Оба прошли до Эбрингтона, где расспросили видевшего старика постояльца. Тот подтвердил, что Уильям Харрисон останавливался здесь прошлой ночью. Эдвард Харрисон и Джон Перри прошли до деревни Пэксфорд, но дальнейшие поиски оказались безрезультатными.
По пути домой, на дороге между Чиппинг Кэмпденом и Эбрингтоном они нашли несколько вещей Уильяма Харрисона: шляпу, рубашку и воротник. Хотя на предметах одежды были следы крови, а на шляпе разрез, тело Уильяма Харрисона не было найдено.

## Расследование
На допросе Джон Перри заявил, что не имеет отношения к смерти хозяина. Затем он сказал, что его мать Джоан и брат Ричард расправились с Харрисоном ради его денег и спрятали тело. Джоан и Ричард отрицали это, но Джон настаивал на своей правоте, утверждал, будто бы тело сброшено в мельничный пруд. В пруду тело не обнаружили.

## Судебные разбирательства
Первые судебные слушания касались обвинения в убийстве с целью кражи. Несмотря на заверения матери и брата в своей непричастности к случившемуся, Джон Перри смог убедить судей в своей правоте по следующим причинам:
1. У Джона не было видимых причин лгать по этому поводу.
2. Джон утверждал, что был тем, кто предложил Ричарду совершить ограбление.
3. Джон поведал суду, что годом ранее Джоан и Ричард уже крали из дома Харрисонов на сумму 140 фунтов.
4. Джон солгал о нападении на него грабителей за несколько недель до исчезновения Харрисона.

Ответчики изменили свои показания о невиновности и признали вину, поскольку, будучи впервые обвинёнными, могли получить помилование после выплаты штрафа согласно акту о помиловании 1660 года. Это был не лучший совет адвоката своим подзащитным, но, по счастью, судья отказался возбуждать дело против троих подозреваемых из-за отсутствия тела.
Весной 1661 года в суд поступило новое обвинение в убийстве прежде осуждённых за воровство, и теперь их считали преступниками. Джон Перри также обвинялся в убийстве наравне со своими матерью и братом, что он отрицал, и говорил, что прежде давал ложные показания из-за своей невменяемости. Присяжные признали всех троих виновными и приговорили их к смертной казни.
Все трое были повешены на Бродвейском холме в графстве Глостершир, где сегодня возвышается Бродвейская башня. На эшафоте Ричард и Джон повторили, что не виновны в убийстве Уильяма Харрисона. Так как их мать также подозревали в колдовстве, её казнили первой на тот случай, если она заколдовала сыновей, чтобы они не могли покаяться.

## Возвращение Уильяма Харрисона
Харрисон вернулся в Англию в 1662 году из Лиссабона на корабле. Он рассказал про похитившего его человека в белом на лошади, как его ранили, рассовали по карманам деньги, привезли на лошадях в порт Дил графства Кент, где его погрузили на турецкий корабль и продали в рабство в Турции. Через приблизительно год и четыре месяца хозяин Харрисона умер, он сам сел в порту на португальский корабль и вернулся в Дувр по пути из Лиссабона.
Вся эта история способствовала внедрению в Английское законодательство принципа «нет тела — нет дела» (англ. no body, no murder), который применялся 294 года, пока не был отменён в 1954 году. По мнению Джеймса Мортона, в действительности такого закона никогда не существовало.
Линда Стрэтменн в своей книге «Глостерширские убийства» считает историю Харрисона вымыслом: кому понадобилось похищать 70-летнего старика, рассовывать по карманам деньги и продавать его в рабство за несколько фунтов? Почему никто не заметил, что его везут на лошадях из Чиппинг Кэмпдена в Дил? Она также указывает, что, по словам Харрисона, нападавшие ранили его в бедро и бок мечом, а после выхаживали его, что также не имеет смысла. Вероятно, Харрисон, похитив  собранную с арендаторов сумму, скрывался до наступления объявленной королём амнистии; при этом его жена могла быть в курсе происходящего.

## В массовой культуре
Джон Мейсфилд написал на основе истории две пьесы: «Кемпденское чудо» и «Миссис Харрисон». В последней использована популярная легенда о том, что жена Харрисона якобы покончила с собой вскоре после его возвращения.
Наряду с убийством в Сандифорде на рубеже XIX—XX веков, этот случай упоминается в детективе Э. К. Бентли «Последнее дело Трента» (1920). Также дело упоминается в детективе Джона Родса «In Face of the Verdict» (1936) и в романе Виктории Беннетт «The Poorest He» (2005).
В 1994 году на Би-би-си транслировался радиоспектакль «Роджер Хьюм — Кэмпденское чудо».